# Amine Lachkar
Amine Lachkar (Zaandam, 18 aprile 2003) è un calciatore olandese, centrocampista del Willem II.

## Carriera
Lachkar è cresciuto nel settore giovanile del Willem II, con cui ha debuttato il 12 maggio 2023 nell'incontro di Eerste Divisie vinto 3-0 contro l'Utrecht; il 23 gennaio 2024 ha firmato il suo primo contratto professionistico. Nella stagione 2023-2024 ha vinto la Eerste Divisie, mentre nella stagione 2024-2025 ha esordito in Eredivisie.

## Statistiche

### Presenze e reti nei club
Statistiche aggiornate al 30 agosto 2024.’’
| Stagione        | Squadra         | Campionato      | Campionato | Campionato | Coppe nazionali | Coppe nazionali | Coppe nazionali | Coppe continentali | Coppe continentali | Coppe continentali | Altre coppe | Altre coppe | Altre coppe | Totale | Totale |
| Stagione        | Squadra         | Comp            | Pres       | Reti       | Comp            | Pres            | Reti            | Comp               | Pres               | Reti               | Comp        | Pres        | Reti        | Pres   | Reti   |
| --------------- | --------------- | --------------- | ---------- | ---------- | --------------- | --------------- | --------------- | ------------------ | ------------------ | ------------------ | ----------- | ----------- | ----------- | ------ | ------ |
| 2022-2023       | Willem II       | 1D              | 1+1        | 0          | CO              | 0               | 0               |                    | -                  | -                  |             | -           | -           | 2      | 0      |
| 2023-2024       | Willem II       | 1D              | 17         | 0          | CO              | 2               | 0               |                    | -                  | -                  |             | -           | -           | 19     | 0      |
| 2024-2025       | Willem II       | ED              | 4          | 0          | CO              | 0               | 0               |                    | -                  | -                  |             | -           | -           | 4      | 0      |
| Totale carriera | Totale carriera | Totale carriera | 23         | 0          |                 | 2               | 0               |                    | -                  | -                  |             | -           | -           | 25     | 0      |

## Palmarès

### Club

#### Competizioni nazionali
- Eerste Divisie: 1

Willem II: 2023-2024